# Гросгаррі
Гросгаррі (нім. Großharrie) — громада в Німеччині, розташована в землі Шлезвіг-Гольштейн. Входить до складу району Плен. Складова частина об'єднання громад Бокгорст-Ванкендорф.
Площа — 13,17 км2. Населення становить 481 ос. (станом на 31 грудня 2020).